# Hartmut Jaeger
Hartmut Jaeger (* 21. Juni 1958 in Wuppertal) ist ein deutscher Lehrer, Redakteur, langjähriger Geschäftsführer der Christlichen Verlagsgesellschaft in Dillenburg, evangelikaler Referent und Autor.

## Leben
Jaeger ist seit jungen Jahren der Brüderbewegung verbunden und arbeitete ab 1974 in der Jungschararbeit in einem sozialen Brennpunkt Wuppertals mit. Bücher wie Das normale Christenleben von Watchman Nee prägten ihn. Er absolvierte ein Studium der Naturwissenschaften für das Lehramt. Es folgte ein Referendariat an einer Dortmunder Grundschule. 1986 begann er bei der Christlichen Verlagsgesellschaft in Dillenburg, einem Werk der Freien Brüder, um dort christliches Unterrichtsmaterial zu erarbeiten. Er begründete die Buchreihe „Mit Kindern die Bibel entdecken“ sowie Kooperationen mit verschiedenen evangelikalen Werken wie dem Gideonbund, dem Bibelbund, dem Verband Evangelischer Bekenntnisschulen (VEBS) und der Christlichen Polizei-Vereinigung (CPV). Von 2000 bis zu seinem Ruhestand 2024 war er Geschäftsführer der Christlichen Verlagsgesellschaft und ab 2001 Leiter der damals 31 Christlichen Bücherstuben, denen er 2006 den Verkauf der von ihm kritisierten Volxbibel untersagte. Als Redaktionsleiter ist er für das Magazin Das Wort für heute verantwortlich.
Seit 2009 ist er Vorsitzender des 1993 von Angehörigen der Brüderbewegung gegründeten Vereins „Bibelhilfe“, der die Herstellung und Verbreitung der Heiligen Schrift im In- und Ausland fördert. Er gehört zum Leitungskreis des Bibelbundes und engagiert sich seit 2012 ehrenamtlich als Geschäftsführer der Deutschen Evangelistenkonferenz und Mitglied von deren Vertrauensrat. Er engagiert sich im Überörtlichen Arbeitskreis der Freien Brüdergemeinden in Deutschland und im Leitungsteam von deren Dillenburger Konferenz. Als Redner ist er bei ERF Plus, bei Bible Broadcasting Network und DWG Radio zu hören. Seit 1979 ist er als Referent und Evangelist der Barmer Zeltmission für Glaubensfragen in Deutschland unterwegs, Herausgeber und Autor mehrerer Bücher.
Hartmut Jaeger ist seit 1981 mit Annette verheiratet und Vater von drei Töchtern. Er lebt seit 1986 in Haiger-Steinbach und ist Mitglied der Freien Brüdergemeinde in Neunkirchen (Siegerland).

## Veröffentlichungen
- Wie können wir unsere Kinder zur Gemeinde erziehen? Gemeinde – ein wichtiges Ziel christlicher Erziehung. Hindernisse und ihre Überwindung, Christliche Verlagsgesellschaft, Dillenburg 1993.
- Ja, aber ... Einwände, Fragen, Antworten zum Leben (mehrteiliges Werk), Christliche Verlagsgesellschaft, Dillenburg 1996–1999.
- Warum das alles? Denkanstöße und persönliche Erfahrungen im Leid, Christliche Verlagsgesellschaft, Dillenburg 2001, 2. überarb. Aufl. 2010, ISBN 978-3-89436-801-2.
- Ja, aber ... Fragen, Einwände und Antworten zum Leben, Christliche Verlagsgesellschaft, Dillenburg 2007, ISBN 978-3-89436-546-2.
- Ja, aber ... Fragen, Einwände und Antworten zu Gott und der Welt. Eine kleine Apologetik, Christliche Verlagsgesellschaft, Dillenburg 2012, ISBN 978-3-89436-964-4.

als Mitautor
- mit Samuel Rindlisbacher und Thomas Lieth: Mut zum Leben, Christliche Verlagsgesellschaft, Dillenburg 2017, ISBN 978-3-86353-464-6.

als Herausgeber
- Mit Kindern die Bibel entdecken. Die gute biblische Unterrichtshilfe für die Kinderarbeit in Sonntagschule, Kindergottesdienst, Kinderstunde und Jungschar, für den Religionsunterricht und das Bibelgespräch im Familienkreis. 4 Bände + Ergänzungsband. Christliche Verlagsgesellschaft, Dillenburg 1991–1999.
- Gott lässt sich erleben: 19 persönliche Berichte, Christliche Verlagsgesellschaft, Dillenburg 2014, ISBN 978-3-86353-079-2.

als Mitherausgeber
- Biblische Lehre für junge Leute. Das Arbeitsbuch für Bibelunterricht, Teenykreis, Schule und Familie, Christliche Verlagsgesellschaft, Dillenburg 1993, ISBN 978-3-89436-054-2.
- Ich entdecke, was die Bibel lehrt! Die Arbeitsblätter für Bibelunterricht, Teenykreis, Schule und Familie, Christliche Verlagsgesellschaft, Dillenburg 1994, ISBN 978-3-89436-067-2.
- Das Neue Testament entdecken: das Arbeitsbuch für Bibelunterricht, Jugend- und Hauskreis, Schule und Familie (Mehrteiliges Werk), Christliche Verlagsgesellschaft, Dillenburg 1996.
- Aus der Traum? Die Folgen des 11. Septembers, Christliche Verlagsgesellschaft, Dillenburg 2001, ISBN 978-3-89436-330-7.
- Tipps für Kids. Hilfen für Schüler und Eltern aus christlicher Sicht, Christliche Verlagsgesellschaft, Dillenburg 2002, ISBN 978-3-89436-311-6.
- In den Händen der Taliban. Eine Dokumentation erschütternder Zeugnisse und Hintergrundinformationen, Christliche Verlagsgesellschaft, Dillenburg 2002, ISBN 978-3-89436-331-4.
- Der Böse ist unter uns: Satanismus und Okkultismus – die verschwiegene Realität, Christliche Verlagsgesellschaft, Dillenburg 2002, ISBN 978-3-89436-338-3.
- Ohne Werte sind wir wertlos. Mit Werten leben in Politik, Gesellschaft und Erziehung, Christliche Verlagsgesellschaft, Dillenburg 2002, 3. Aufl. 2007, ISBN 978-3-89436-339-0.
- Dauerbrenner Bibel: Dichtung oder Wahrheit, Christliche Verlagsgesellschaft, Dillenburg 2003, ISBN 978-3-89436-357-4.
- Homosexualität. Irrweg oder Alternative?, Christliche Verlagsgesellschaft, Dillenburg 2003, ISBN 978-3-89436-377-2.
- Fundamentalismus. Sind bibeltreue Christen Fundamentalisten?, Christliche Verlagsgesellschaft, Dillenburg 2003, ISBN 978-3-89436-378-9.
- Leid, Tod, Trauer: Ein Wegweiser, der Hoffnung gibt, Christliche Verlagsgesellschaft, Dillenburg 2005, ISBN 978-3-89436-455-7.
- Emanzipation – ein Irrtum?, Christliche Verlagsgesellschaft, Dillenburg 2006, ISBN 978-3-89436-547-9.
- Biblische Lehre kompakt: 188 Fragen und Antworten, Christliche Verlagsgesellschaft, Dillenburg 2011, ISBN 978-3-89436-877-7.
- mit Margitta Paul: Mit Vorschulkindern die Bibel entdecken. Die gute biblische Unterrichtshilfe für die Kinderarbeit in Sonntagschule, Kinderstunde, Kindergarten und das Bibelgespräch in der Familie. Ein Mitarbeiter-Handbuch mit vielen Anregungen, Tips und OHP-Vorlagen (mehrteiliges Werk, mit CD-ROM), Christliche Verlagsgesellschaft, Dillenburg 2012–2015.
- Die Bibel im Brennpunkt: Ewige Wahrheiten im Wandel der Zeit, Christliche Verlagsgesellschaft, Dillenburg 2014, ISBN 978-3-86353-069-3.
- Tipps für Kids: Hilfen für Schüler und Eltern aus christlicher Sicht, Christliche Verlagsgesellschaft, Dillenburg 2014, ISBN 978-3-86353-106-5.
- mit Michael Kotsch: #Go(o)d News. Die Bibel ist Gottes Wort, Christliche Verlagsgesellschaft, Dillenburg 2019, ISBN 978-3-86353-640-4.
- mit Dieter Hesse und Thomas Kleine: Vom Blitz getroffen. Zwei Männer im Gewitter – eine wahre Geschichte über Leben und Tod, Christliche Verlagsgesellschaft, Dillenburg 2024, ISBN 978-3-86353-920-7.